# Обсерватория Монпелье
Обсерватория Монпелье — астрономическая обсерватория, созданная в первой половине XVIII века и просуществовавшая до начала XIX века в городе Монпелье (Франция). Располагалась в башне Бабот, поэтому также известна под названием «Обсерватория Бабот» (Observatoire de la Babote).

## История
Обсерватория была создана в 1738—1745 годах под эгидой Королевского научного общества и являлась астрономическим центром Франции вплоть до роспуска общества во времена Великой французской революции. Специально для неё[уточнить] в Монпелье была построена Башня Бабот. 
В истории обсерватории можно выделить три периода:
- 1739—1793 — академическая обсерватория Королевского научного общества;
- 1795—1810 — академическая обсерватория Свободного общества науки и художественной литературы (Société Libre des Sciences et Belles-Lettres)
- 1810—1832 — Университет (Факультет наук)

Обсерватория была занесена в список кодов обсерваторий Центра малых планет под номером «003», но публикаций астрометрии данной обсерватории нет. 
26 декабря 1783 года с башни обсерватории Монпелье впервые в мире прыгнул с прототипом парашюта Луи-Себастьян Ленорман.
С 1980-х годов в башне Бабот располагается Астрономическое общество Монпелье (The Flammarion Astronomical Society of Montpellier). 
В честь обсерватории назван астероид (24948) Babote. 
Неподалёку от башни, в Ботаническом саду Монпелье, находится ещё одна обсерватория, «Астрономический павильон» (Le pavillon astronomique du Jardin de Plantes de Montpellier: de l’observatoire au planétarium).

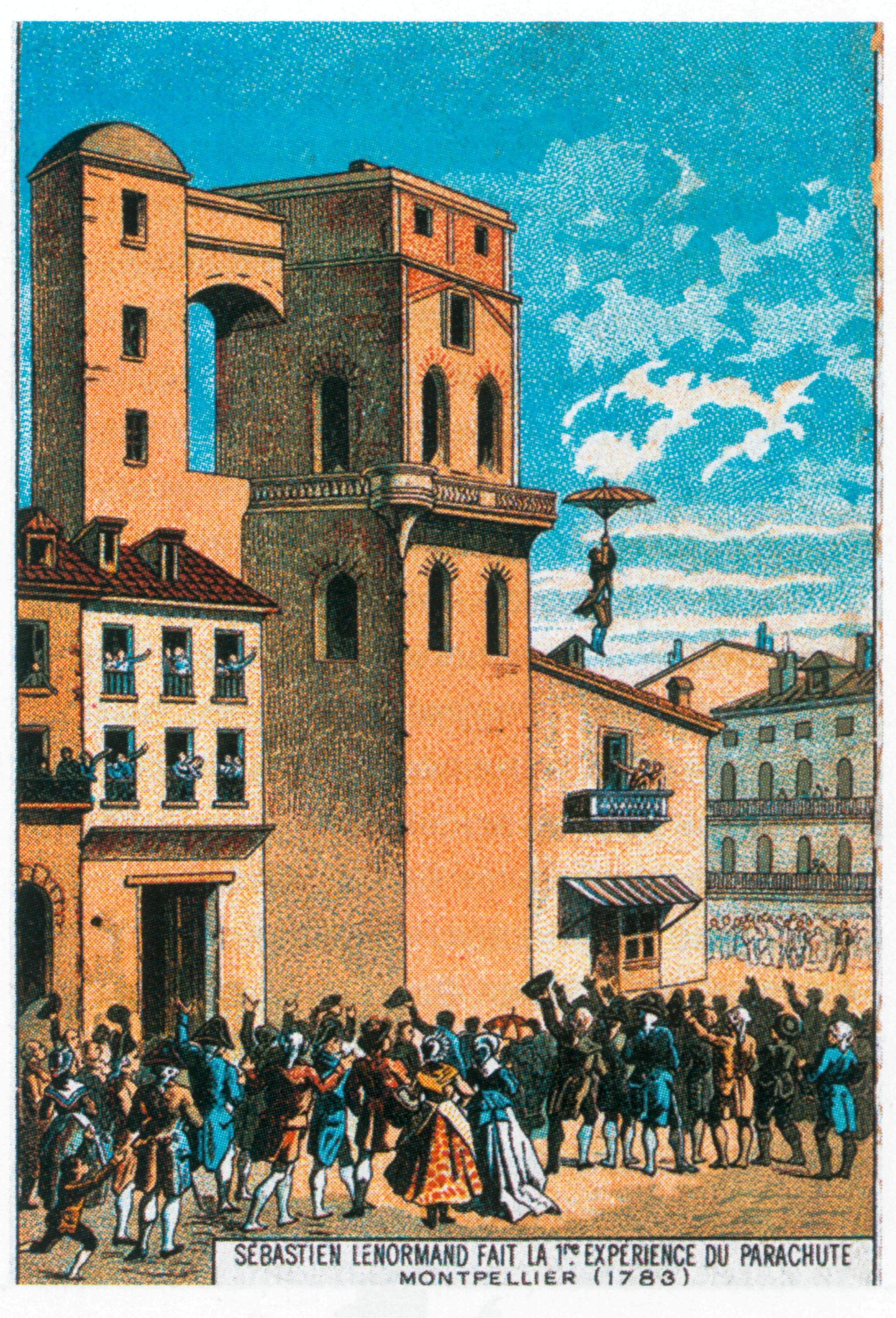
Прыжок Ленормана с башни обсерватории Монпелье в 1783 году. Иллюстрация конца XIX века

## Инструменты обсерватории
- Телескоп системы Грегори (D = 19.47 см или 7 дюймов 8 линий, F = 6 футов 4.5 дюйма, производство: «Nairne, London») — первый свет 15 декабря 1784 года, подарил телескоп Marechal Duc de Biron[4]
- Рефрактор производства Dollond (en:Dollond & Aitchison, en:John Dollond, en:Peter Dollond)
- Рефрактор (f=60 см)
- Рефрактор (f=90 см)
- Квадрант с диаметром круга 2.43 м (1788 года)

- Квадрант 3.5 фута (1745 год)
- Квадрант 17 дюймов (1745 год)
- Квадрант 2 фута (1755 год)
- Рефрактор f=18 футов (1778 год)
- Квадрант R = 3.5 фута

## Направления исследований
- Астрометрические наблюдения
- Взаимные явления в системе спутников Юпитера
- Лунные затмения
- Солнечные затмения
- Определение параллакса во время прохождения Венеры и Меркурия по диску Солнца
- Попытки наблюдения параллакса у комет
- Наблюдения Сатурна
- Попытки обнаружения спутника Венеры

## Основные достижения
- За время работы обсерватории были зафиксированы: 28 Лунных затмений (9 полных), 11 Солнечных затмений, 4 прохождения Меркурия по диску Солнца, 2 прохождения Венеры по диску Солнца, два прохождения сквозь плоскость колец Сатурна, 9 комет и 19 полярных сияния[5];
- Наблюдались с помощью телескопа системы Грегори:

- Прохождение Венеры по диску Солнца в 1761 году
- Комета Галлея (1759 год)
- «Исчезновение» колец Сатурна в периоды равноденствий, когда наблюдатель оказывается в плоскости колец (1789 и 1802—1803 гг)
- Прохождение Меркурия по диску Солнца: 4 мая 1786 года, 5 ноября 1789 года, 7 мая 1799 года и 9 ноября 1802 года
- Лунные затмения: 28 апреля 1790 года, 25 февраля 1793 года, 10-11 сентября 1802 года и 24 января 1804 года
- Солнечные затмения: 5 сентября 1793 года, 24 июня 1797 года и 28 августа 1802 года
- Уран вскоре после открытия
- Большая комета 1811 года (82 наблюдения с 4 сентября по 14 ноября)

## Сотрудники
- M. De Ratte[6]
- J.M. Faidit
- Poitevin
- Dubousquet
- Carney et Collot
- Poitevin
- Augustin Danyzy[фр.]
- Лаланд, Жозеф Жером Лефрансуа де — работал с квадрантом в 1774 году и составил по результатам работы каталог координат звезд
- Barthélemy Tandon наблюдал в 1761 году прохождение Венеры по диску Солнца (так же присутствовали Etienne-Hyacinthe de Rotte и Jean-Baptiste Romieu)

### Публикации в базе данных NASA ADS
- Поиск по слову «Observatoire de la Babote»
- Поиск по слову «Montpellier»